# Izanagi
Izanagi ( 伊弉諾?) (pronunțat și Izanaki), cu numele întreg Izanagi no mikoto, este un zeu din mitologia japoneză care apare în cronicile Kojiki (712 d.H.) și Nihon shoki (720 d.H.).

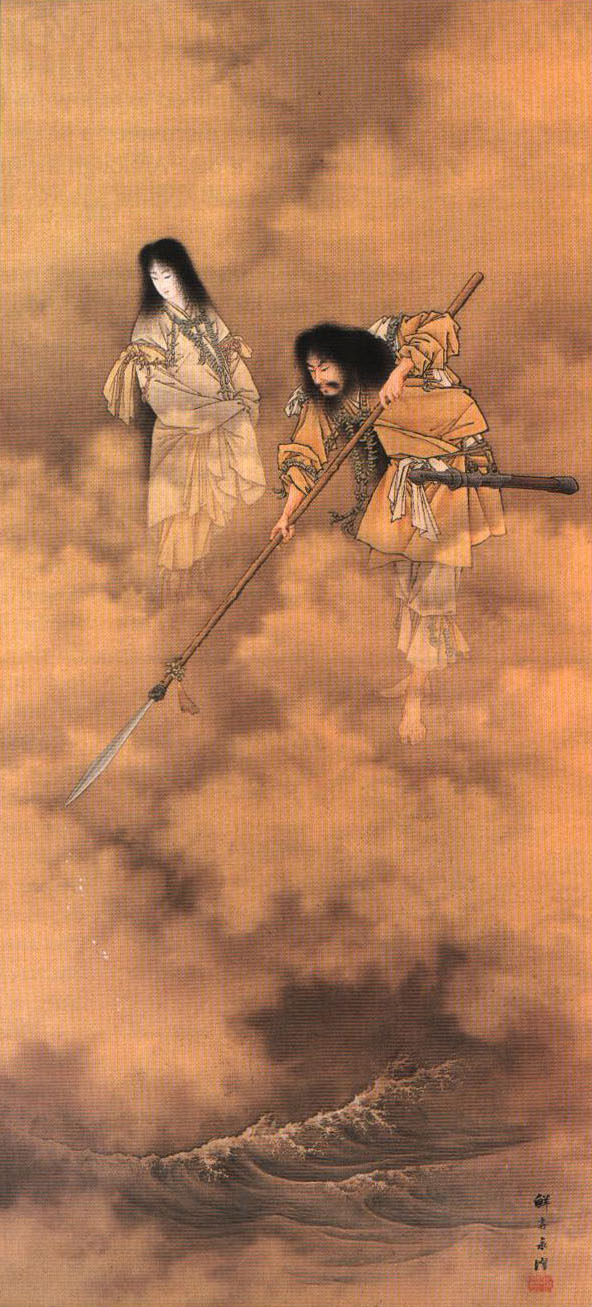
Izanagi (dreapta) și Izanami (stânga)

Conform legendei, Izanagi și perechea sa feminină Izanami, au fost însărcinați de către divinitățile cerești să creeze pământul. Izanami a născut mai multe insule japoneze și zeități (kami) pământești. Când a dat naștere zeității focului, Kagutsuchi no kami, Izanami s-a ars și a murit. Izanagi a mers să o caute în lumea de jos, Yomi no kuni, găsind-o transformată în mod oribil de către moarte. Rușinată și mâniată că Izanagi s-a uitat la ea cu toate că îl rugase să nu o facă, Izanami, împreună cu cele 80 de femei urâte din lumea de jos, l-au fugărit pe Izanagi, care a scăpat de ele blocând intrarea în lumea de jos cu un bolovan, de atunci lumile celor în viață și a celor morți fiind despărțite. 
Când Izanagi a executat ritualul de abluțiune (misogi), a dat naștere la Amaterasu no Ōmikami, zeița soarelui, la Tsukuyomi no mikoto, zeul lunii, și la zeitatea complexă Susanoo no mikoto, zeitatea furtunilor, a lumii de jos, a agriculturii, a apei și a bolilor.